# Glotzia stenospora
Glotzia stenospora är en svampart som beskrevs av M.M. White & Lichtw. 2004. Glotzia stenospora ingår i släktet Glotzia och familjen Legeriomycetaceae.   Inga underarter finns listade i Catalogue of Life.